# Кхумбу (ледник)
Кху́мбу — долинный ледник в Непальских Гималаях, регион Кхумбу, северо-восточный Непал.
Главный исток ледника Кхумбу берёт своё начало в котловине, ограниченной юго-западными склонами горы Джомолунгма (Эверест) и вершинами Лхоцзе и Нупцзе. В устье котловины он переходит в 700-метровый ледопад. Фирновая линия ледника проходит на высотах 5700—5900 метров. После ледопада ледник поворачивает на юго-юго-запад и принимает справа несколько крупных притоков.
Язык ледника движется со скоростью около 180 м в год. На нём встречаются сераки высотой до 20—30 м.
Ледник Кхумбу имеет длину 22 км. Язык ледника оканчивается на высоте около 4600 м. Координаты конца языка ледника Кхумбу: 27°55′55″ с. ш. 86°48′18″ в. д..

## Альпинизм
По леднику Кхумбу проходит завершающая часть маршрута к альпинистскому базовому лагерю под горой Джомолунгма (Эверест). Прохождение ледопада Кхумбу является одним из ключевых участков при восхождении на Эверест через Южное седло.